# Лінія 5 (Барселонський метрополітен)
Лінія 5 (кат. Línia 5 або línia blava) — п'ята лінія Барселонського метрополітену. Відкрита у 1959 році. Нині функціонують 26 станцій.

## Станції
- Корнелья-Сентре
- Ґаварра
- Сант-Ілдефонс
- Кан-Бойхерес
- Кан-Відалет
- Пубілья-Касес
- Койбланк
- Бадал
- Пласа-де-Сантс
- Сантс-Естасьйо
- Ентенса
- Оспітал-Клінік
- Діагонал
- Вердагер
- Саграда-Фамілья
- Сант-Пау-Дос-де-Майж
- Камп-дель-Арпа
- Ла-Сагрера
- Конгрес
- Маргай
- Віррей-Амат
- Вілапісіна
- Орта
- Ел-Кармел
- Ел-Кой-Ла-Тейхонера
- Вай-д'Еброн